# Al-Raid al-Tunisi
Al-Raid al-Tunisi (literalment «L'aclaridor tunisià») fou el primer diari oficial en llengua àrab i el tercer en aquesta llengua després d'Al-Wakai al-misriyya (Egipte, 1828) i Al-Mubashir (Algèria, 1847). Es va fundar a Tunísia pel govern del bei el 17 de juliol de 1860 sobre la base de la impremta litogràfica privada fundada per l'anglès Richard Holt aquell mateix any (abril) que editava un diari en italià anomenat la Gazetta di Tunisi. Tractava els temes que decidia el govern però no era una gaseta pròpiament. Apareixia cada setmana o cada 15 dies i algunes temporades es va deixar de publicar (1867-1868, 1875 i 1880-1882). Canviant el format es va perpetuar fins als nostres dies.